# Lijst van vlaggen van Slowakije
Dit is een lijst van vlaggen van Slowakije.

## Nationale vlag (perFIAV-codering)
|          | Civiele vlag | Staatsvlag | Oorlogsvlag |
| -------- | ------------ | ---------- | ----------- |
| Te land  | · ?          | · ?        | · ?         |
| Te water | · ?          | · ?        | · ?         |

## Vlaggen van bestuurders
| Vlag                             | Periode      | Functie                          | Beschrijving |
| -------------------------------- | ------------ | -------------------------------- | --- |
| Vlag van de Slowaakse president. | 1993 - heden | Vlag van de Slowaakse president. | Op een rode achtergrond staat het centrale element van het wapen van Slowakije. De randen tonen diagonale banen in de nationale kleuren. |